# Bielawka
Bielawka (německy Schwarze Biele, česky Černá Bělá) je potok v povodí Odry, levý přítok řeky Biała Lądecka v Rychlebských horách poblíž české hranice ve gmině Stronie Śląskie v Polsku.

## Tok potoka
Pramen potoka se nachází ve vrcholovém pásmu hory Kunčický hřbet (polsky Rude Krzyże) pár desítek metrů od státní hranice s Českou republikou. 
Potok protéká vysokohorským údolím a posléze ústí do řeky Biała Lądecka na území opuštěné části obce Bielice - Nové Bělé.

## Vegetace
Po celém toku potoka roste rozsáhlá smrková monokultura, tok se nachází v krajinném parku Śnieżnik na rozhraní Rychlebských hor a Králického Sněžníku.